# Hlíðarfell
Hlíðarfell är ett berg i republiken Island. Den ligger i regionen Austurland, 300 km nordost om huvudstaden Reykjavík. Toppen på Hlíðarfell är 561 meter över havet.
Trakten runt Hlíðarfell är nära nog obefolkad, med mindre än två invånare per kvadratkilometer. Det finns inga samhällen i närheten. Trakten runt Hlíðarfell består i huvudsak av gräsmarker.